# Blue Sky Black Death Presents: The Holocaust
Albums par Blue Sky Black Death
A Heap of Broken Images
(2006) Razah's Ladder
(2007)
Albums par The Holocaust
Smuggling Booze in the Graveyard
(2002)
Singles
1. The Ocean
Sortie : 1er septembre 2006

Blue Sky Black Death Presents: The Holocaust est un album collaboratif de Blue Sky Black Death et The Holocaust (également connu sous le nom Warcloud), rappeur affilié au Wu-Tang Clan, sorti le 5 septembre 2006.

## Liste des titres
| No  | Titre                  | Contient un (des) sample(s) de       | Durée |
| --- | ---------------------- | ------------------------------------ | ----- |
| 1.  | Plunder                |                                      | 3:08  |
| 2.  | Twilight Zone          | Farewell No. 1 de Shigeru Umebayashi | 4:10  |
| 3.  | We are All Well Known  |                                      | 4:52  |
| 4.  | What Can the Matter Be |                                      | 3:22  |
| 5.  | God Be with You        |                                      | 3:52  |
| 6.  | Monarchs               |                                      | 3:05  |
| 7.  | No Image               | Images de Nina Simone                | 6:02  |
| 8.  | The Ocean              |                                      | 3:39  |
| 9.  | Sinister               |                                      | 4:27  |
| 10. | Smoking Room           |                                      | 3:07  |
| 11. | Lady of the Birds      |                                      | 1:21  |
| 12. | The Worst              |                                      | 3:23  |
| 13. | Killer Moth            |                                      | 2:48  |
| 14. | Wing to Wingfeather    |                                      | 3:43  |
| 15. | Crash                  |                                      | 6:55  |